# Svinica (powiat Koszyce-okolice)
Svinica – wieś (obec) na Słowacji położona w kraju koszyckim, w powiecie Koszyce-okolice. Pierwsze wzmianki o miejscowości pochodzą z roku 1276. 
Według danych z dnia 31 grudnia 2012, wieś zamieszkiwały 842 osoby, w tym 438 kobiet i 404 mężczyzn.
W 2001 roku rozkład populacji względem narodowości i przynależności etnicznej wyglądał następująco:
- Słowacy – 95,51%
- Czesi – 0,25%
- Romowie – 1,37%
- Ukraińcy – 0,12%
- Węgrzy – 0,87%

Ze względu na wyznawaną religię struktura mieszkańców kształtowała się w 2001 roku następująco:
- Katolicy rzymscy – 64,04%
- Grekokatolicy – 9,74%
- Ewangelicy – 6,74%
- Prawosławni – 0,25%
- Ateiści – 2,75%
- Nie podano – 3,87%